# Podoué
Podoué est une localité de l'ouest de la Côte d'Ivoire et appartenant au département de Tabou, dans la Région du Bas-Sassandra. La localité de Podoué est un chef-lieu de commune.